# ماري كارولين البوربونية-الصقليتينية
ماري كارولين دي بوربون-الصقليتين (بالإيطالية: Maria Carolina Ferdinanda Luisa di Borbone-Due Sicilie)  كانت الابنة الكبرى للأمير فرانشيسكو لاحقاً ملك الصقليتين باسم فرانشيسكو الأول وزوجته الأول الأرشيدوقة ماريا كليمينتينا النمساوية. كانت والدة هنري كونت شامبور.

## السيرة الذاتية
ولدت ماري كارولين في 5 نوفمبر 1798 بقصر كاسريتا بنابولي كابنة الأمير فرانشيسكو وزوجته الأولى ماريا كليمينتينا. سميت ماري كارولين على اسم أجدادها، ملكة نابولي ماريا كارولينا وليوبولد الثاني، وكذلك سميت على اسم جدتها ماريا لويزا الإسبانية. أمضت معظم طفولتها في باليرمو ونابولي. توفيت والدتها في عام 1801؛ وتزوج والدها لاحقاً من الإنفانتا ماريا إيزابيلا وأنجب منها اثني عشر طفلاً.
في 24 أبريل 1816 تزوجت من ابن كونت أرتوا، شارل فرديناند. عرفت كارولين بعد زواجها بدوقة بيري.
على الرغم من أن الترتيب الزواج، إلا أنه اعتبر جيداً، حيث عاشت كارولين وزوجها في قصر الإليزيه في باريس الذي أُعطي لهما.
انجبوا أربعة أطفال، ولكن طفلين فقط نجوا من طفولتهم. الكبرى كانت لويز ماري تيريز من أرتوا. اغتيل دوق بيري في عام 1820 ؛ كانت كارولين حاملاً بطفلها الرابع هنري كونت شامبور، الذي عرف بـ "الطفل المعجزة"، حيث استمرت ولادته استمر خط آل بوربون الأكبر وامتد من نسل لويس الرابع عشر لفترة من الزمن، بكونها والدته أصبحت كارولين أهم شخصية في استعراش أسرة بوربون.
في عام 1824 توفي لويس الثامن عشر وتولى الحكم حماها شارل العاشر العرش، ولكن بسبب سياسياته الاستبدادية والتي أدت إلى ثورة يوليو عام 1830 والإطاحة به، تنازل شارل وابنه الأكبر عن العرش لابنها تحت وصاية قريبهم لويس فيليب الثالث دوق أورليان قبل مغادرتهم نحو المنفى، لكن ابن عمهم لويس فيليب الأورلياني لم يعلن هنري ملكًا. وبدلاً من ذلك، سمح لويس فيليب للجمعية الوطنية بإعلانه ملكًا. ذهبت كارولين وهنري إلى المنفى مع شارل وعائلته. عاشت في باث لبعض الوقت، ثم انضمت إلى شارل ولويس أنطوان في إدنبرة. عاش شارل في قصر هوليرود، لكن كارولين (وكذلك لويس أنطوان) عاشت أيضا في شارع 11 ريجنت تيراس. 
لم تجد كارولين الظروف في إدنبرة مقبولة، كما أنها لم تقبل استبعاد ابنها من العرش من قبل الأورليانيين "ملك الفرنسيين"، بحيث طالما اعتبرت أن ابنها هو الملك الشرعي، وأعلنت نفسها وصية على العرش، وفي عام 1831 غادرت إدنبرة وعادت إلى عائلتها في نابولي عبر هولندا وبروسيا والنمسا، من نابولي بمساعدة فيكونت دي سانت بريست استطعت أثارت تمرد شرعي من أجل إعادة هنري إلى العرش، كما تزوجت سرًا من نبيل إيطالي إيتوري كارلو لوتشيزي بالي دوق ديلا غراتسيا الثامن (1805-1864) في 14 ديسمبر من ذلك العام، وفي أبريل 1832 نزلت بالقرب من مرسيليا تلقت القليل من الدعم، وشقت طريقها نحو فونديه وبرطانية ، حيث نجحت في التحريض على تمرد قصير ولكن بحلول يونيو 1832 فشل تمرد، ومع هزيمة أتباعها، بعد ذلك بقيت مختبئة لمدة خمسة أشهر في منزل في نانت، بحيث تعرضت للخيانة من قبل سيمون دويتز الذي حرض الحكومة ضدها في نوفمبر 1832 ،  وسُجنت في قصر إبلافية.
أثناء حبسها أنجبت ابنة وانكشف بذلك زواجها مرة أخرى، مما أدى فقد تعاطف الشرعيين لها، كانت تحمل الجنسية الفرنسية بعد زواجها من دوق بيري، لكنها خسرتها بعد زواجها من إيطالي، وبالتالي أصبحت من الناحية النظرية غير مؤهلة للعمل كوصية، ولم تعد موضع خوف للحكومة الفرنسية، الذين أطلقت سراحها في يونيو 1833.
غادرت نحو صقلية مع زوجها، توفيت ابنتها التي ولدت في السجن وهي طفلة، وكما توفيت ابنتها أخرى التي ولدت في العام التالي، ولكن بعد ذلك أنجبوا أربعة أطفال آخرين وصلوا إلى سن البلوغ، وفي عام 1844 اشترت كارولين وزوجها قصر كا فيندرامين كاليرجي المطل على القناة الكبرى في البندقية من آخر سليل في عائلة فيندرامين.
خلال الاضطرابات التوحيد التي شهدها المنطقة، اضطرت إلى بيع القصر لحفيدها الأمير هنري كونت باردي، في حين تم بيع العديد من أعماله الفنية الجميلة بالمزاد العلني في باريس، استقرت كارولين نهائياً في برونزي القريبة من غراتس في النمسا، توفي زوجها هناك عام 1864، في حين توفيت هي عام 1870.
كتب الروائي الفرنسي ألكسندر دوما قصتين عنها وعن حبكتها.

## وصلات خارجية
- ماري كارولين دي بوربون-الصقليتين على موقع الموسوعة البريطانية (الإنجليزية)